# 백운래 홍첩
백운래 홍첩(白雲來 鴻帖)은 경상남도 함안군 산인면 모곡리에 있던 홍첩이다. 
1979년 12월 29일 경상남도의 유형문화재 제188호로 지정되었다가, 관외(서울)로 반출됨에 따라 2015년 2월 12일 문화재 지정이 해제되었다.

## 개요
백운래홍첩은 朝鮮 高宗朝에 大院君과 그의 長子인 李載冕이 流配所에 있는 曉山 李壽瀅 선생에게 그를 위로하기 위하여 보낸 서신이다. 효산 선생은 哲宗 12년(1861)에 鄕試, 高宗 원년(1864) 司馬試에 合格하여 順陵參奉, 成均館敎授를 지냈으며, 부자지간의 도리를 논하는 上疏를 수차례 올렸다. 그로 인하여 平安北道 江界와 江原道 平昌에서 10여 년간 유배생활을 하였고, 귀양이 풀리자 落鄕하여 修身과 학업에 열중하여 후배양성에 힘썼다. 이 帖은 편지 봉투에 하늘 흰 구름 사이로 나는 기러기 한 마리와 숲에서 하늘을 바라보는 기러기가 서로를 그리워하며 부르는 그림이 그려진 데서 이름이 붙여졌다. 크기는 가로 30cm, 세로 28cm이며 모두 13매이다.

## 참고 문헌
- 백운래홍첩 - 국가유산청 국가유산포털